# Сирои
Сирои (яп. 白井市 Сирои-си) — город в Японии, находящийся в префектуре Тиба. Площадь города составляет 35,41 км², население — 61 523 человека (1 августа 2014), плотность населения — 1737,45 чел./км².

## Географическое положение
Город расположен на острове Хонсю в префектуре Тиба региона Канто. С ним граничат города Фунабаси, Касива, Камагая, Индзай, Ятиё.

## Население
Население города составляет 61 523 человека (1 августа 2014), а плотность — 1737,45 чел./км². Изменение численности населения с 1980 по 2005 годы:
| 1980 | 24 974 чел. |  |
| 1985 | 32 214 чел. |  |
| 1990 | 37 082 чел. |  |
| 1995 | 47 450 чел. |  |
| 2000 | 50 431 чел. |  |
| 2005 | 53 005 чел. |  |

## Символика
Деревом города считается кастанопсис, цветком — Rhododendron indicum, птицей — Emberiza cioides.

## Транспорт
- Кокудо 16